# 姜育恒
姜育恒 （韓語：강육항，1958年11月15日—），韓國華人，台灣男歌手。

## 生平
姜育恒為韓國華僑，父母早年離開山東榮成老家、到韓國闖生活，但日子過得並不富裕。姜育恒讀高中時就跑過韓國很多城市，並做過餐廳服務生、建築工人，以及曾在大街上幫人擦皮鞋、賣雨傘。姐姐姜育花為已結業的台北市大安區「高麗棒韓式餐廳」負責人，哥哥姜育發為韓瑞大學健康增進研究所茶學系教授。
1982年，姜育恒從韓國漢城（今首爾）來到台灣。1983年，他參加光美文化舉辦的新秀徵選活動，在徵選時演唱羅大佑《戀曲1980》而入選。1984年，他在光美文化發行首張專輯《孤獨之旅》；同年，他與林慧萍交往。
姜育恒在光美文化發行4張專輯（《孤獨之旅》、《什麼時候》、《但願長醉》、《昨日夢已遠》）後，1987年，他以「當自己專輯的製作人」為條件跳槽飛碟唱片，並與自己在光美文化的老搭檔苗秀麗共同創立開麗創意組合。1987年，姜育恒在飛碟唱片發行專輯《驛動的心》，主打歌《驛動的心》由梁弘志作詞作曲；而他亦主唱無線電視劇《香港雲起時》國語插曲《我是個很容易掏心的人》。
1991年，《一個人》獲得了第三屆金曲獎最佳演唱專輯獎
1991年中国中央电视台春节联欢晚会，姜育恒首登央視春晚，翻唱苏芮的《再回首》，也成了他紅透中國大陸的第一首歌曲。
1997年，姜育恒跳槽福茂唱片。2000年，他跳槽歌萊美唱片。2003年12月2日，他於臺北市大安區成立「育恆工作室有限公司」。2004年5月，他遭歌萊美唱片控告欠債不還、違約私接中國大陸通告、以私接通告所得約新台幣兩千萬元在中國大陸開設育恆工作室，一度退出歌壇。
2010年，姜育恒复出歌壇，與吉神文化簽約，活跃中国大陆市场。
2012年10月4日，育恆工作室正式結束營業。
2015年，姜育恒跳槽豐華唱片；11月28日晚上，於台北小巨蛋舉辦演唱會。12月，在新世界出版社發行新書《遇恆 牽情》。
2016年，姜育恒担任马来西亚旅游大使。2018年10月13日，他获马六甲州元首封为拿督威拉（馬六甲卓越勳章）。
2023年11月18日晚上，於台北小巨蛋舉辦「人生的路演唱會」。

## 家庭
姜育恆孤身在台灣的歌廳唱歌，獲得光美文化賞識的同時，認識了在歌廳擔任會計的李鳳凰。1993年，姜育恆與李鳳凰结婚，姜育恆並將婚禮錄像剪輯成兩小時的短片送給李鳳凰當結婚禮物；飞碟唱片認為該影片剪輯得很好，於是買下版權，製作成《再回首》、《跟往事乾杯》等歌曲的伴唱帶。

## 音乐作品

### 音乐专辑
| 專輯資料                                | 曲 目 |
| --------------------------------------- | --- |
| 孤独之旅 - 發行日期：1984年5月          | 曲目 1. 愛我 2. 失望的結局 3. 眼中之愛 4. 成長 5. 嘿女孩 6. 孤獨之旅 7. 陣雨 8. 晝夜人生 9. 在記憶中想你 10. 長青 |
| 什么时候 - 發行日期：1984年12月         | 曲目 1. 什麼時候 2. 分離是更多的相聚 3. 最後的溫柔 4. 過去只是一聲再見 5. 寂寞的缺口 6. 串起又散落 7. 愛情之後 8. 期待 9. 陽光旅途 10. 冰冷的開始 |
| 但愿长醉 - 發行日期：1985年6月1日       | 曲目 1. 但願長醉 2. 愛！它自己會走 3. 杯中的酒 4. 緊握的手 5. 單色夢 6. 是不是你 7. 我和你 8. 就要分手 9. 留下關懷 10. 不再有落寞 |
| 昨日梦已远 - 發行日期：1986年           | 曲目 1. 昨日夢已遠 2. 最後的片刻 3. 無心的錯 4. 愛的輪廓 5. 這一生 6. 心的另一邊 7. 回眸 8. 撕去那一頁 9. 傾訴 10. 給我一點線索 |
| 驿动的心 - 發行日期：1987年8月1日       | 曲目 1. 驛動的心 2. 天天天天 3. 最後一次等待 4. 不能結束的歌 5. 我也曾年輕 6. 等愛的人 7. 無話可說 8. 繼續的走 9. 愛的冒險 10. 如果我醉了 |
| 一世情缘 - 發行日期：1988年             | 曲目 1. 把心給你 2. 我是個很容易掏心的人 3. 沒有人的時候 4. 你可曾看過鳳凰花 5. 你還有我 6. 一世情緣 7. 唯一的期盼 8. 遠飛的心 9. 香煙迷濛了眼睛 10. 夜別說再見 |
| 跟往事乾杯 - 發行日期：1988年           | 曲目 1. 跟往事乾杯 2. 像我這樣的人 3. 每一個輾轉不眠的夜 4. 祝我生日快樂 5. 演員 6. 今夜星光燦爛 7. 別做陌生人 8. 讓我好好愛你 9. 如果一生 10. 藍色九月 |
| 多年以后·再回首 - 發行日期：1989年      | 曲目 1. 再回首 2. 我不是不愛你 3. 偷哭的心& 李之勤 4. 歸航 5. 永恆的期許 6. 多年以後 7. 我是個需要很多愛的人 8. 因為有愛 9. 誰能忘了我 10. 就讓它在心中沈澱 |
| 想哭就哭 - 發行日期：1989年             | 曲目 1. 想哭就哭 2. 我還有夢 3. 戒煙如你 4. 把黑夜全都留給我 5. 在那個時候 6. 心不再起不再落 7. 你的心還能住多久 8. 寂寞天堂 9. 哦！媽咪 10. 微笑與眼淚 |
| 心歌I - 發行日期：1989年                | 曲目 1. 我的心沒有回程 2. 我的思念 3. 流浪者的獨白 4. 陽光和小雨 5. 思念總在分手後 6. 怎麼能 7. 跟我說愛我 8. 走在雨中 9. 盼 10. 月亮代表我的心 |
| 心歌II - 發行日期：1990年               | 曲目 1. 每一個晚上 2. 相思 3. 愛的淚珠 4. 再愛我一次 5. 母親我愛你 6. 今宵多珍重 7. 錯誤的別離 8. 穿過你的黑髮的我的手 9. 只有分離 10. 再見離別 |
| 一个人 - 發行日期：1991年               | 曲目 1. 一個人 2. 當擁抱結束 3. 辜負你我 4. 把所有依戀留給明天 5. 不願長醉 6. 那一夜好冷 7. 分一點夢給你的家 8. 問 9. 我曾經試著走開 10. 讓愛沒有怨尤 |
| 旅 - 發行日期：1991年                   | 曲目 1. 旅 2. 一如往昔 3. 我的幸福還在天涯 4. 寂寥與等待 5. 不能說一句愛你 6. 多情不悔 7. 留白的夢 8. 不肯放棄愛的心 9. 這時候說分手 10. 生命的賭徒 |
| 有空来坐坐 - 發行日期：1992年           | 曲目 1. 有空來坐坐 2. 有人等你歸去 3. 玩夢的人 4. 結束繼續 5. 不能停止的愛 6. 我們都是有故事的人 7. 知己 8. 昨日的背影 9. 失眠 |
| 别让我一个人醉 - 發行日期：1993年       | 曲目 1. 別讓我一個人醉 2. 抱著我 3. 情願來生再等待 4. 郵票 5. 這一齣戲我們自己演 6. 梅花三弄 7. 難付也難收 8. 提醒我 9. 歷盡滄桑的溫柔 10. 那一夜我知道你流了淚 |
| 姜育恒不朽金曲精选I - 發行日期：1993年  | 曲目 1. 驛動的心 2. 跟往事乾杯 3. 想哭就哭 4. 分一點夢給你的家 5. 旅 6. 我的心沒有回程 7. 最後一次等待 8. 再回首 9. 一世情緣 10. 一個人 11. 天天天天 12. 像我這樣的人 13. 每一個晚上 14. 有空來坐坐                                                                           |
| 生命與爱（韩语专辑） - 發行日期：1993年 | 曲目 1. 생명 그리고 사랑（生命與愛） 2. 그대의 향기속에（她的香氣中） 3. 가버린 여인（她已離去） 4. 애니 (Annie)（安妮） 5. 내리비 네요（大雨） 6. 슬픈 이별（悲傷的告別） 7. 잊지못할 연이（情人永遠不會忘記） 8. 집시（吉普賽人） 9. 사랑의 느낌（感受愛） 10. 회상（追憶） |
| 姜育恒不朽金曲精选II - 發行日期：1994年 | 曲目 1. 梅花三弄 2. 我是個很容易掏心的人 3. 別讓我一個人醉 4. 我不是不愛你 5. 我是個需要很多愛的人 6. 我還有夢 7. 一如往昔 8. 今夜星光燦爛 9. 把心給你 10. 多情不悔 11. 愛的淚珠 12. 不能停止的愛 13. 跟我說愛我 14. 戒煙如妳                                                 |
| 痛快的歌 - 發行日期：1994年             | 曲目 1. 天天等天天問 2. 痛快的歌 3. 把心還給我 4. 一切歸零 5. 門 6. 不想回家的人 7. 哭過笑過愛過 8. 愛一個人等一個夢 9. 愛你不是我的錯 10. 愛我還很多 |
| 其实我真的很在乎 - 發行日期：1995年     | 曲目 1. 其實我真的很在乎 2. 想你 3. 等待 4. 浮生一場夢 5. 愛 6. 在嫁我之前 7. 想妳也難 怨妳也難 8. 生活 9. 情願深藏 10. 寂寞 |
| 男人的心也會痛 - 發行日期：1996年       | 曲目 1. 男人的心也會痛 2. 我愛過(& 陳秀珠) 3. 回首來時路 4. 無解 5. 情深無痕 6. 愛面目全非 7. 愛情殺手 8. 把愛暖一暖 9. 讓愛燃燒一生一世 10. 讓昨夜重來一遍 |
| 地图 - 發行日期：1997年                 | 曲目 1. 地圖 2. 活該你被拋棄 3. 寂寞 4. 難由自己 5. 走過 6. 擺脫不了你的愛 7. 對愛不瞭解 8. 煙癮 9. 夜霧 10. 一輩子的愛人 |
| 两个永恒 - 發行日期：1997年             | 曲目 1. 情難枕 2. 我可以 3. 夕陽 4. 牽手(牽手唱翻天) 5. 誤點夢 6. 浪花 7. 飄 8. 負心 9. 煙火(& 李子恆) 10. 情深往事 |
| 女人的选择 - 發行日期：2000年           | 曲目 1. 風淒淒意綿綿 2. 女人的選擇 3. 淚的小花 4. 最愛的人 5. 昨日的行李 6. 也算是快樂 7. 大雪& 滿書雯 8. 異鄉人(阿里郎1999) 9. 我還想愛 10. 如今 11. 歌、說、活 |
| 爱我，你怕了吗？ - 發行日期：2000年     | 曲目 1. 第五次戀愛 2. 愛我你怕了嗎(合唱版) 3. 否認 4. 時間無地等 5. 叮嚀 6. 欠你一滴淚 7. 沒有結果的愛 8. 陌生人 9. 蠟燭 10. 愛到夢醒後 11. 愛我你怕了嗎 |
| 往事回味精选1 - 發行日期：2000年        | 曲目 1. 驛動的心 2. 再回首 3. 天天天天 4. 梅花三弄 5. 有空來坐坐 6. 跟往事乾杯 7. 我是個很容易掏心的人 8. 我還有夢 9. 我的心沒有回程 10. 旅 11. 飄 12. 哭過笑過愛過 |
| 往事回味精选2 - 發行日期：2000年        | 曲目 1. 最後一次等待 2. 一世情緣 3. 一個人 4. 我不是不愛你 5. 把心給你 6. 像我這樣的人 7. 天天等天天問 8. 情難枕 9. 想哭就哭 10. 別讓我一個人醉 11. 月亮代表我的心 12. 在嫁我之前                                                                                             |
| 刘家昌之歌I - 發行日期：2003年          | 曲目 1. 我家在那裡 2. 梅蘭梅蘭我愛你 3. 獨上西樓 4. 諾言 5. 庭院深深 6. 街燈下 7. 揚帆 8. 我找到了自己 9. 月滿西樓 10. 秋詩篇篇 11. 晚安曲 12. 只要為你活一天 |
| 刘家昌之歌II - 發行日期：2003年         | 曲目 1. 往事只能回味 2. 溫暖的秋天 3. 在雨中& 梁一貞 4. 海鷗 5. 只要為你活一天 6. 小丑 7. 天真活潑又美麗 8. 一簾幽夢 9. 雲河 10. 詩意 11. 圓圈圈 12. 諾言 |
| 愛的痕迹 - 發行日期：2010 年            | 曲目 1. 愛的痕跡 2. 想愛都難 3. 燭光裡的媽媽 4. Melody 5. 男人也會心碎 6. 以為你都知道 7. 家後 8. 你是我的左心房 9. 情人你把我忘掉 10. 我到底疏忽了你什麼 11. 愛不到的滋味& 黑龍 12. 我只是忘不了你 13. 我只是忘不了你(演奏版)                                                |
| 我和我的朋友 - 發行日期：2011年         | 曲目 1. 愛在酒中 2. 靈魂的樣子 3. 莎蔓莉莎 4. 零點零分& 譚雪 5. 感謝你高爾夫 6. 一袋球王 7. 因緣如此 8. 捨不得 9. 有希望最幸福 10. 生命列車 11. 我和我的朋友 |
| 遇恆．牽情 - 發行日期：2015年           | 曲目 1. 惦記這一些 2. 牽情 3. 離家的人離家的歌 4. 幸福的代言& 周瀟瀟 5. 感恩的心 6. 親愛的妳(共同演唱：陳英杰) 7. 如果有一天我不在，樹在 8. 雪花吟 9. 握緊我的手(共同演唱：李壽全) 10. FACE 11. 武當寄情 12. 異鄉人 13. 夢想啟動澳康達                                        |

## 演出作品

### 電視劇
| 年代   | 頻道         | 劇名                  | 角色     |
| 1987年 | 中國電視公司 | 《長相思》            |          |
| 1989年 | 中國電視公司 | 《錦繡劇坊—愛的謊言》 | 程思儀   |
| 1990年 | 中國電視公司 | 《塔裡的女人》        | 無名氏   |
| 2002年 | 中國電視公司 | 《雪地裡的星星》      | 怡容之父 |

### 電影
| 年代   | 片名                      | 角色         |
| 1988年 | 《隔壁班的男生》          | 姜老師       |
| 1988年 | 《隔壁班的男生2：同學會》 | 班主任姜老師 |

### 電視專輯
| 年代   | 頻道         | 節目名               | 備註 |
| 1988年 | 中華電視公司 | 《姜育恆說說我自己》 |      |

## 主持作品
| 年代   | 頻道         | 節目名         | 備註                               |
| 2003年 | 中華電視公司 | 《姜大廚請客》 | 主持人兼製作人。與姜育花合作主持。 |

## 出版作品

### 書籍
| 年代   | 書名                                    | 作者           | 出版社       | ISBN                |
| 2015年 | 《遇恆·牽情：姜育恒首部人生自传体力作》 | 李凤凰、姜育恒 | 新世界出版社 | ISBN 978-7510454707 |

## 獎項紀錄
| 年份 | 屆次        | 作品       | 獎項           | 結果 |
| ---- | ----------- | ---------- | -------------- | ---- |
| 1990 | 第2屆金曲獎 | 我還有夢   | 最佳年度歌曲獎 | 提名 |
| 1991 | 第3屆金曲獎 | 《一個人》 | 最佳演唱專輯獎 | 獲獎 |

## 封衔
- 马六甲：
  -  马六甲卓越勋章（DCSM）－拿督威拉（2018年）[5]